# Браун, Гейтс
Уильям Джеймс «Гейтс» Браун (англ. William James "Gates" Brown, 2 мая 1939 — 27 сентября 2013) — профессиональный американский бейсболист, играл на позиции аутфилдера. Всю игровую карьеру провел в составе «Детройт Тайгерс». Двукратный победитель Мировой серии — как игрок в 1968 и как тренер в 1984 году.

## Биография
Родился и вырос в Крестлайне, Огайо. С 1958 по 1959 год отбывал срок за кражу со взломом в Мэнсфилдской тюрьме, где начал играть за тюремную команду в качестве кэтчера. Тренер команды, оценив талант Брауна, связался с несколькими клубами MLB. Скауты «Тайгерс» Фрэнк Скафф и Пэт Маллин помогли добиться условно-досрочного освобождения и Браун подписал контракт с «Детройтом» на $7000. Позднее он говорил, что выбрал «Тайгерс» из-за отсутствия в их составе чернокожих игроков.
19 июня 1963 года дебютировал в MLB и стал одиннадцатым игроком в истории Лиги, выбившим хоум-ран первым же ударом в карьере. Браун не обладал выдающимися навыками игры в защите, но является одним из лучших пинч-хиттеров в истории Лиги.
Завершил карьеру в 1975 году. За тринадцать сезонов в Лиге провёл 1051 игру, выбив 84 хоум-рана и сделав 322 RBI.
В 1978 году занял пост тренера отбивающих в «Тайгерс». Покинул клуб в 1984 году после победы в Мировой серии.
Умер от сердечного приступа 27 сентября 2013 года в доме престарелых.